# Kost Levytsky
Kost Levytsky (en ukrainien : Кость Левицький) né le 18 novembre 1859 à Tysmenytsia en Galicie et mort le 12 novembre 1941 à Lviv. Kost Levytsky fut avocat, journaliste et homme d'État éminent de Galicie. Il fut Premier ministre de la république populaire d'Ukraine occidentale. Il compte parmi les membres de la Société scientifique Chevtchenko.

## Biographie
Diplômé de l'université de Lviv, il ouvrit un cabinet d'avocats en 1890 et devint actif dans divers domaines sociétaux. Il édita et fonda le journal pravnycha Chasopys de 1889 à 1900. Il aida une série d'organismes économiques afin de développer socialement et politiquement la communauté ukrainienne de Galicie. Il servit comme secrétaire et président du Comité populaire du Parti démocratique national (Galicie). En 1907 il fut élu député au Parlement autrichien et en 1908 à la Diète galicienne. Il devint le plus influent des dirigeants politiques ukrainien en Galicie à partir de 1910.
Pendant la Première Guerre mondiale Kost Levytsky joua un rôle éminent dans le mouvement d'indépendance de l'Ukraine occidentale. En 1914, il fut élu président du Conseil suprême de l'Ukraine à Lviv et en 1915 président du Conseil général d'Ukraine à Vienne. Lorsque le gouvernement autrichien proposa en 1916 de mettre en place une entité distincte et autonome pour la Galicie sous contrôle polonais, Kost Levytsky désillusionné, démissionna du club parlementaire ukrainien. En tant que chef de la délégation nationale ukrainienne de Lviv qui avait décidé de créer un État ukrainien sur le territoire austro-hongrois, il ordonna au Conseil central ukrainien militaire de faire un coup d'État le 1er novembre 1918. Une semaine plus tard, il devint le premier ministre de la république populaire d'Ukraine occidentale.
Un an plus tard, quand les Polonais occupèrent la Galicie, Kost Levytsky servit comme secrétaire de presse et de propagande des affaires étrangères au sein du gouvernement en exil de Yevhen Petrouchevytch. Après son retour en Galicie en 1923, il s'occupa de renforcer les institutions ukrainiennes professionnelles, économiques et culturelles. Il servit comme président de l'Union des avocats ukrainiens. Bien qu'il fût membre de l'Alliance démocratique nationale ukrainienne, il ne s'engagea pas activement en politique. Lorsque les Soviétiques occupèrent la Galicie en 1939, il dirigea une délégation de la communauté ukrainienne. Il fut arrêté et emprisonné à Moscou avant le printemps 1941. Après l'invasion allemande, il participa à l'organisation et dirigea l'éphémère Conseil national ukrainien de Lviv. En plus de nombreux articles sur des questions politiques, juridiques et historiques, Kost Levytsky écrit un certain nombre de monographies comme Une histoire de la pensée politique des ukrainiens de Galicie en 1926, Une histoire de la lutte de libération de la Galicie pendant la Première Guerre mondiale en 1929.